# Gesetz über die Einschränkung des Zugangs zu rechtswidrigen Informationen im Internet
Das föderale Gesetz Nr. 139 (russisch Федеральный закон № 139-ФЗ), amtlich Gesetz zur Änderung des Gesetzes zum Schutz der Kinder vor den für ihre Gesundheit und Entwicklung schädlichen Informationen und bestimmter Rechtsakte der Russischen Föderation zur Beschränkung des Zugangs zu rechtswidrigen Informationen im Internet (russisch О внесении изменений в Федеральный закон „О защите детей от информации, причиняющей вред их здоровью и развитию“ и отдельные законодательные акты Российской Федерации по вопросу ограничения доступа к противоправной информации в сети Интернет), zuvor als Gesetzentwurf Nr. 89417-6 (russisch Законопроект № 89417-6) bekannt, ist ein föderales Gesetz, das am 11. Juli 2012 von der russischen Staatsduma verabschiedet, am 28. Juli 2012 von Wladimir Putin unterzeichnet wurde und am 30. Juli 2012 in Kraft getreten ist.
Das Gesetz schränkt den Zugriff auf Inhalte im Internet ein, um einen verbesserten Schutz von Kindern zu erzielen. Dies soll bzw. kann mittels Inhaltsfiltern und einer Internet-Blacklist, also einer Schwarzen Liste von in Russland gesperrten Internetseiten, geschehen. Einige Kritiker des Gesetzes befürchten, dass dieses zur Zensur im Internet führen wird.
Andere Kritiker merken an, dass seine Durchsetzung erhebliche Kosten und zahlreiche technische Probleme bei der Umsetzung verursachen wird.

## Geschichte
Laut RIA Novosti hat die Liga für ein sicheres Internet (Лига безопасного интернета) diese Gesetzesinitiative unterstützt, nachdem ein russischer Pädophilen-Ring aufgedeckt wurde.
Das Gesetz wurde am 7. Juni 2012 in die Duma eingebracht. Die erste Lesung fand am 6. Juli statt und die zweite am 10. Juli 2012. Am Tag der zweiten Lesung kam es zu Protesten der russischsprachigen Wikipedia durch einen Blackout.

## Internet-Blacklist
Die von Kritikern befürchtete Schwarze Liste kann durch Anwendung des Gesetzes vom 27. Juli 2006 № 149-FZ (Über Information, Informationstechnologien und den Schutz von Informationen) erstellt werden. Durch das neue Gesetz wird dem vorgenannten ein Artikel 15 hinzugefügt mit dem Inhalt, dass eine Schwarze Liste von Domain-Namen und/oder Webadressen erstellt werden kann, die Kinderpornographie, Informationen über illegale Drogen, sogenanntes extremistisches Material und andere Inhalte, die in Russland verboten sind, enthalten.

### Auswirkungen auf Internetprovider und Besitzer von Homepages
Wenn eine Adresse auf der Schwarzen Liste auftaucht, muss der Provider den Besitzer innerhalb weniger Tage darüber informieren und zum Entfernen der betreffenden Inhalte auffordern. Der Besitzer muss daraufhin innerhalb weniger Tage die Inhalte entfernen. Falls dies nicht geschieht, muss der Provider die Seite sperren. Ob aufgrund technischer Eigentümlichkeiten durch die Seitensperrung auch Unschuldige betroffen sein werden, wird von dem Gesetz ignoriert. Ein Einspruch gegen die Seitensperrung kann bei Gericht nur innerhalb drei Monaten erfolgen.

## Weitere Auswirkungen durch das neue Gesetz
Durch das neue Gesetz werden weitere Gesetze verändert. Einige betreffen das Bundesgesetz vom 29. Dezember 2010 № 436-FZ (Zum Schutz von Kindern vor schädlicher Information). Hierdurch wird der Einsatz von Contentfiltern notwendig. Dies wird zur Folge haben, dass Internetseiten mit „schädlichem“ Inhalt Altersfreigaben enthalten müssen. Teilweise wird eine Kennzeichnung der Form „18+“ vorgeschrieben. Eine weitere Ergänzung betrifft das Gesetzbuch der Russischen Föderation über die administrativen Rechtsverletzungen. Diese wird Provider haftbar machen, die sich weigern, Maßnahmen zum Schutz von Kindern vor schädlicher Information zu ergreifen. Die Ergänzung des Bundesgesetzes vom 7. Juli 2003 № 126-FZ (Über Kommunikation) wird Beschränkungen des Zugriffs auf Informationen im Internet, die durch das Gesetz geregelt werden, verschärfen.

## Kritiker
Der Menschenrechtsrat beim russischen Präsidenten hat das Gesetz in verschiedenen Punkten kritisiert: der Gesetzentwurf sei für seine Ziele sinnlos; die Kriterien seien zu subjektiv; das vorgeschlagene Verfahren könne auch die Blockierung von nicht schuldigen Ressourcen ermöglichen, falls sie ihre IPs mit anderen teilen; es gebe kein Widerspruchsverfahren.
Laut Moscow Times twitterte der russische Minister für Information und Presse Nikolai Nikiforow über mögliche Probleme mit dem Gesetz.